# Der Start (Zeitung)
Der Start war die offizielle Zeitung der Kreisjugend Karlsruhe und erschien vom 5. Dezember 1945 bis zum 19. Juni 1946. Die Zeitung fokussierte sich zunächst auf Sportberichterstattung, bevor auch allgemeinere Nachrichten behandelt wurden.

## Geschichte
Herausgeber des Start war Walter Schwerdtfeger, der mit Wilhelm Baur ab 1946 die Badischen Neuesten Nachrichten (BNN) herausgab. In der ersten Ausgabe erfolgte eine ausführliche Darlegung des Programms. Das Ziel war, zu einer Neuausrichtung der deutschen Jugend auf demokratischer Grundlage beizutragen. Im Laufe des Jahres 1945 steigerte sich der Anteil an allgemeiner Berichterstattung und Sportthemen nahmen oft nur noch die Hälfte oder weniger einer Ausgabe ein.

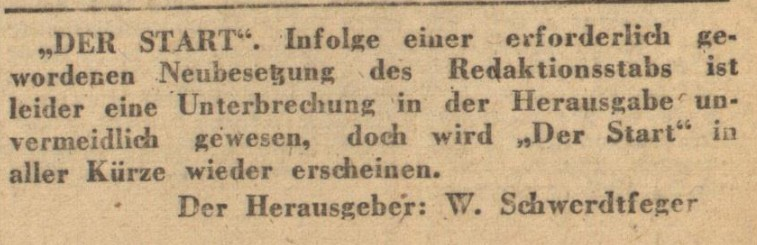
BNN-Meldung zum Ende des Starts

Die Zeitung erschien wöchentlich, bis sie am 19. Juni 1946 plötzlich eingestellt wurde; eine Begründung enthielt die letzte Ausgabe nicht. Möglicherweise wollte der Herausgeber sein Augenmerk auf die breiter aufgestellten BNN legen. In einer Randnotiz in der BNN-Ausgabe vom 27. Juni 1946 äußerte sich Schwerdtfeger zum Start und kündigte eine Neubesetzung der Redaktion an. Diese erfolgte jedoch nicht.